# Le Garric
Le Garric è un comune francese di 1 166 abitanti situato nel dipartimento del Tarn nella regione dell'Occitania.

## Società

### Evoluzione demografica
Abitanti censiti